# Ttok
El ttok, también transliterado tteok, ddeock, duk, dduk, ddeog o thuck, es un pastel coreano hecho con harina de arroz glutinoso (también conocido como arroz dulce o chapssal) al vapor. Puede usarse harina de arroz normal para algunos tipos de ttok, de entre los siete existentes que se consumen todo el año. En Corea es costumbre comer ttok kuk (sopa de ttok) en Año Nuevo y ttok dulce en bodas y cumpleaños. A menudo se considera una comida festiva y va desde versiones bastantes elaboradas con frutos secos hasta el ttok simple usado en la cocina casera. Algunos ingredientes comunes a muchos tipos de tteok son el frijol chino, la judía roja y el patsu, la artemisia coreana, el azofaifo y otros frutos secos, semillas de sésamo y aceite, azúcar y piñones (véase chapssalttok).

## Utensilios para elaborar ttok

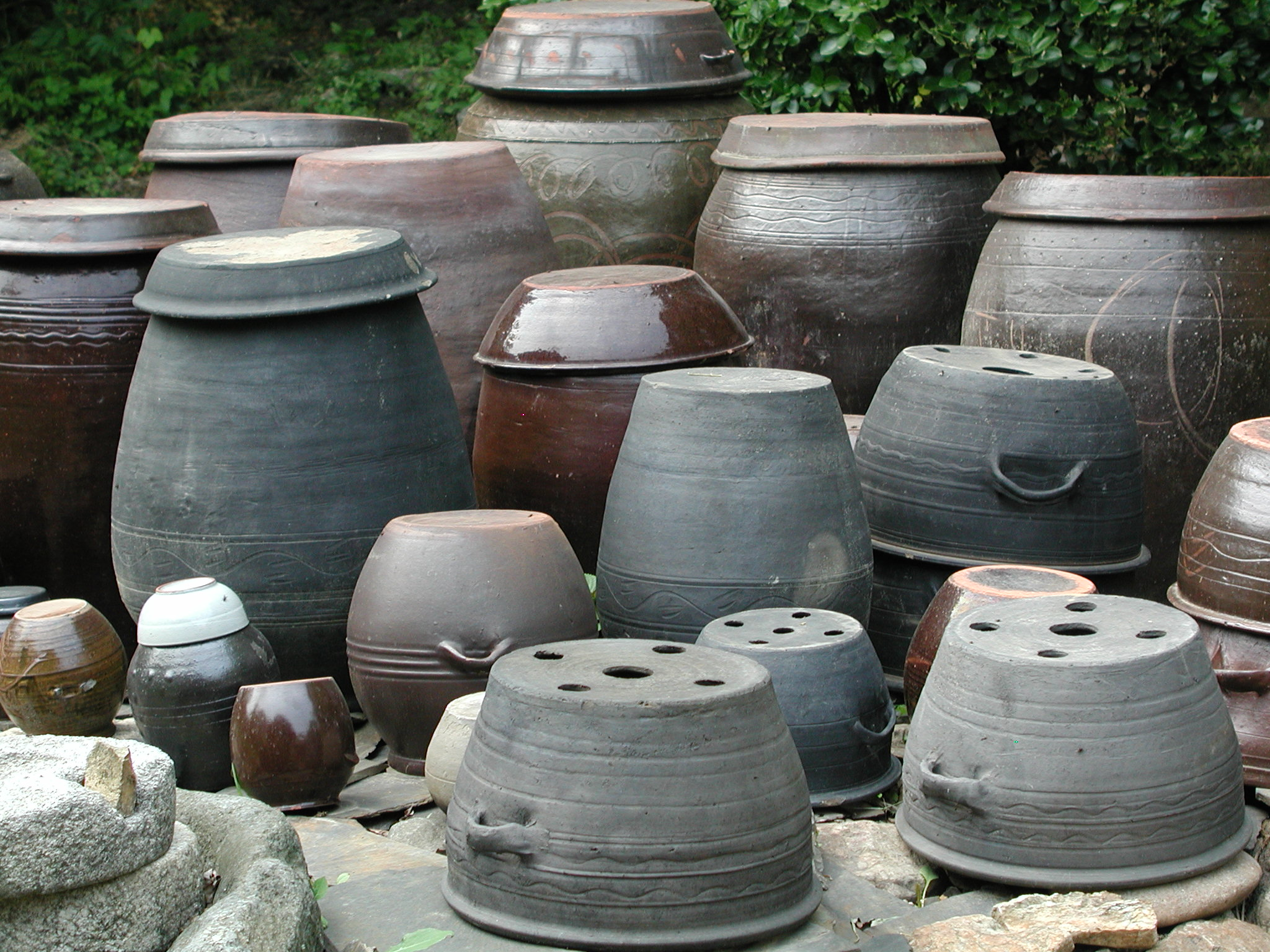
Siru (en primer plano) y otros onggi (término genérico para los cacharros de barro).

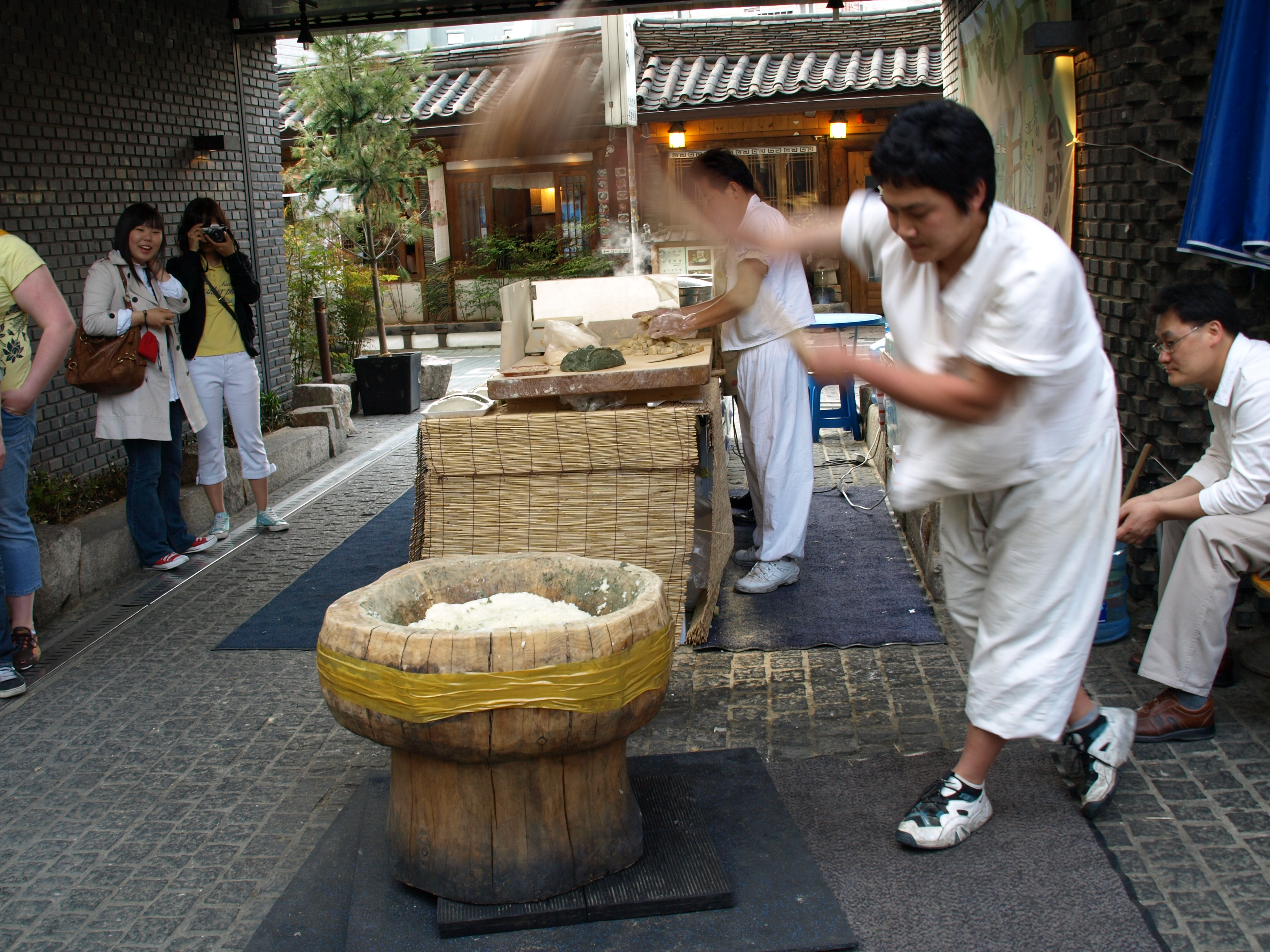
Machacando tteok.

Algunos de los utensilios de cocinas empleado para elaborar tteok a la manera tradicional coreana son:
- Ki (키), vasija para aventar;
- Inampak (이남박), cuenco para lavar el arroz;
- Pakachi (바가지), cazo parecido a una calabaza;
- Ongbaeki (옹배기) y jabaegi (자배기), cuencos grandes y redondos de cerámica;
- Che (체) y chetdari (쳇다리), cedazo y marco con patas para el cedazo;
- Maetdol (맷돌), piedra de moler;
- Cholgu (절구) y cholgutgongi (절굿공이), mortero y pilón;
- Anban (안반) y ttokme (떡메), tabla de madera para machacar y mazo;[2]
- Siru (시루) y sirumit (시루밑), vaporera de barro y esterilla que se coloca en el fondo de ésta;
- Sot (솥) y konggure (겅그레), caldero y tabla para cocer al vapor;
- Ponchol (번철), sartén de freír gruesa;
- Chaepan (채반), bandeja de mimbre;
- Ttoksal (떡살), sello de madera con patrón de tteok;

## Tipos
El ttok se divide en cuatro grandes categorías: ttok al vapor (찌는 떡), ttok machacado (치는 떡), ttok hervido (삶는 떡) y ttok frito (지지는 떡). El tteok al vapor se hace vaporizando arroz o arroz glutinoso en un siru o vaporera de barro grande, por lo que a menudo se llama siruttok (시루떡). Se considera la forma más básica y antigua de ttok. El ttok machacado se elabora en una tabla o mortero tras hervirlo. Para el ttok frito la masa de arroz se aplana como un panqueque y se fríe en aceite vegetal. El ttok con formas se hace amasando una pasta con agua caliente, y dándole normalmente forma de bola.

### Ttok al vapor

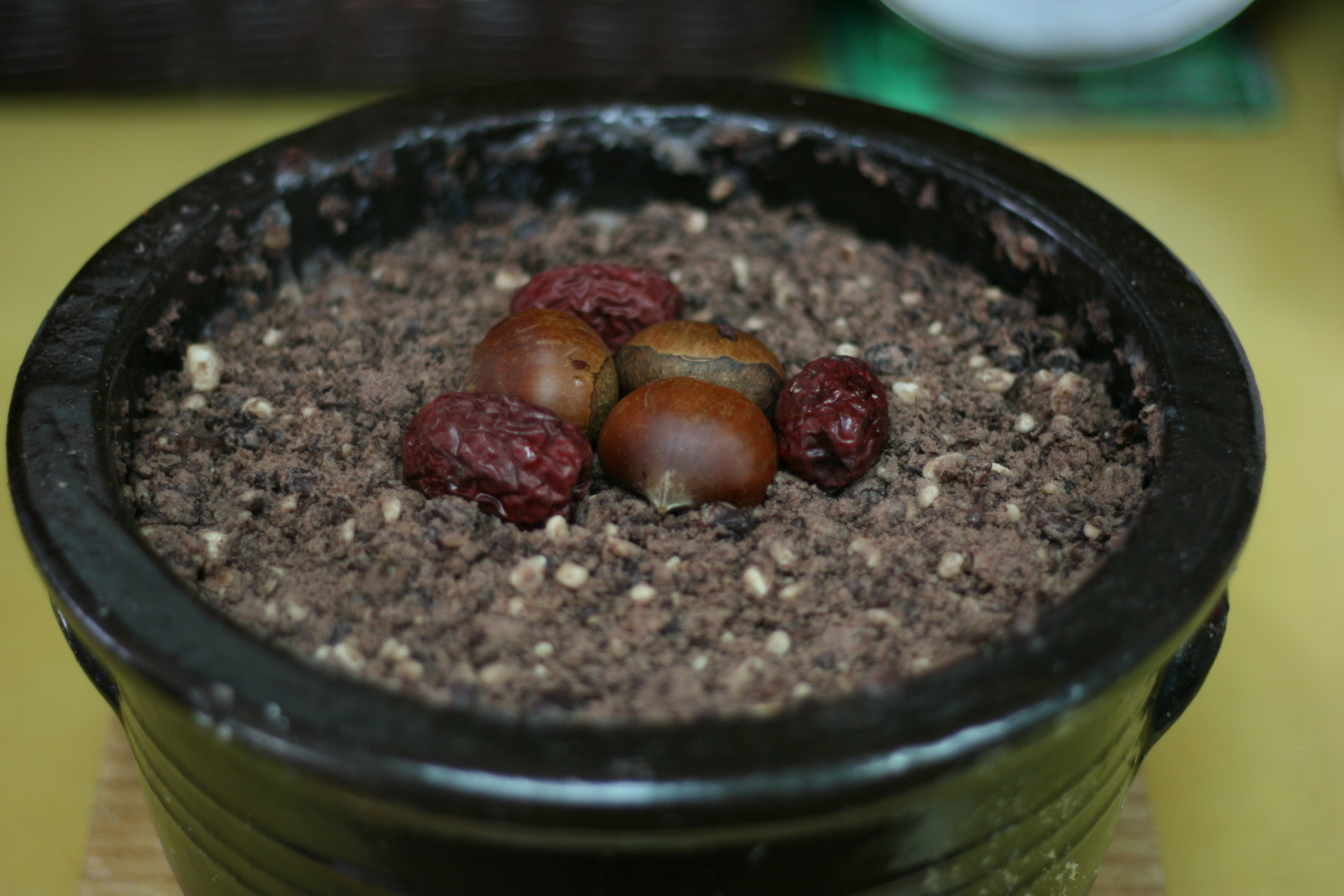
Pat siruttok, ttok al vapor hecho con judías rojas y arroz.

Los ingredientes principales del ttok al vapor o sirutteok son el arroz (맵쌀, maepssal en coreano) o el arroz glutinoso (찹쌀, chapssal), que a veces se mezclan. En algunos casos se añaden otros cereales, judías (azuki o frijoles chinos), semillas de sésamo, harina de trigo o almidón. También pueden usarse varias frutas y frutos secos como ingredientes secundarios: caquis, melocotones o albaricoques, castañas, nueces y piñones. También pueden usarse verduras con sabor o hierbas para condimentar el ttok: hojas de danggwi (Ostericum grosseserratum), seta seogi (Umbilicaria esculenta), daikon, artemisia, pimienta negra y chongchu están entre los más frecuentes, además de miel y azúcar como endulzantes.
El arroz se remoja en agua un tiempo y luego se muele. La harina de arroz así obtenida se introduce en un siru (vaporera de barro) y se cuece al vapor. Según el método empleado, el siruttok se subdivide en dos grupos: solkittok (설기떡) se dispone en un solo pedazo grande mientras el kyottok (켜떡) consiste en múltiples capas con polvo de judía azuki u otra variedad. El solkittok también se llama murittok (무리떡) y es considerado la forma más básica de siruttok, hecho solo con arroz. Para el kyottok se mezclan arroz y arroz glutinoso.
- Baeksolki (백설기), un tipo de siruttok. Significa literalmente ‘ttok blanco nieve’ y se hace con arroz blanco.
- Kongttok (콩떡), hecho con diversos tipos de judías.
- Chungpyon, hecho con makgeolli (vino de arroz sin filtrar).
- Muchigae ttok (무지개떡),[4] literalmente ‘ttok arcoiris’, con rayas de color. Se usa especialmente para el chanchi (잔치), banquetes, fiestas o festines coreanos como el tol (celebración del primer cumpleaños de un niño), Hwangap (60.º cumpleaños) o kyonhon chanchi (fiesta de bodas).

### Tteokmachacado

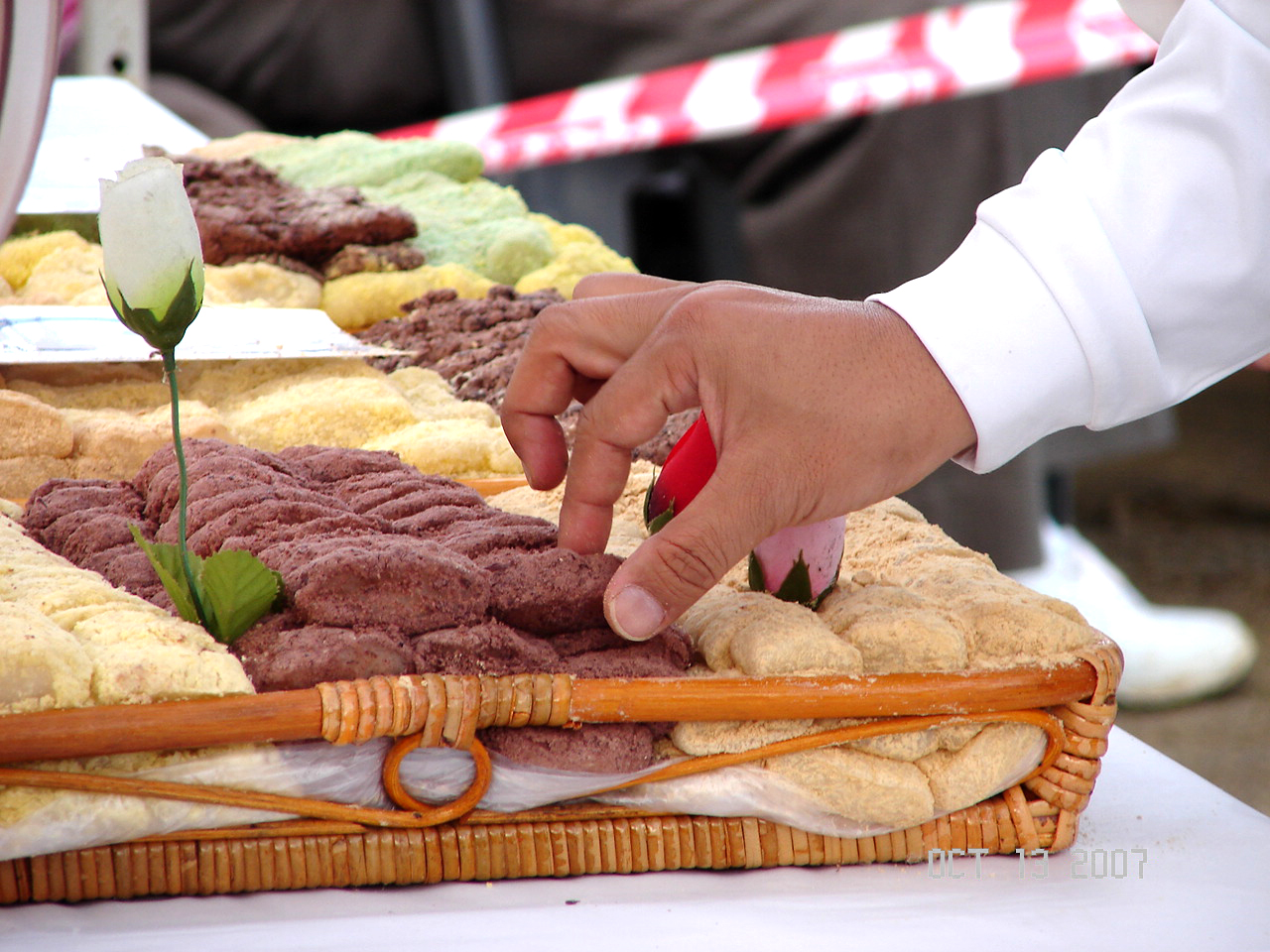
Incholmi.

En la receta tradicional, el ttok machacado se elabora machacando arroz o arroz glutinoso con unos utensilios llamados cholgu y cholgutgonki o ttokme y anban. Son variades comunes de este ttok el incholmi (cubierto con polvo de judía), el karaettok (가래떡, ttok blanco con forma cilíndrica), el cholpyon (절편, con patrones) y el tancha (단자, bola glutinosa cubierta con pasta de judía).
El arroz se pela para obtener partículas de grano o polvo, y se cuecen al vapor en un siru (vaporera de barro), machacándose entonces con los utensilios. El ttok machacado se divide en glutinoso (찹쌀도병, chapssal topyong)  y no glutinoso (맵쌀도병, maepssal topyong) según el tipo de arroz. El incholmi, que es representativo del ttok machacado glutinoso, tiene variedades según los tipos de komul (고물, cobertura hecha con polvo de judía, semillas de sésamo o azofaifo cortado) o ingredientes secundarios mezclados con el arroz vaporizado mientras se machaca sobre el anban. El patincholmi (팥인절미) y el kkaeincholmi (깨인절미) son ejemplos de las primeras, con polvo de judía azuki y sésamo respectivamente. Al ssuk incholmi (쑥인절미) y surichwi incholmi (수리취인절미) se añaden ssuk (Artemisia princeps) y surichwi (Synurus deltoides).
- Karaettok (가래떡), también llamado huin ttok (흰떡, literalmente ‘ttok blanco’): es un ttok blanco al que se da forma de cilindro largo y se corta finamente para elaborar ttok kuk.[5]

### Ttok con formas

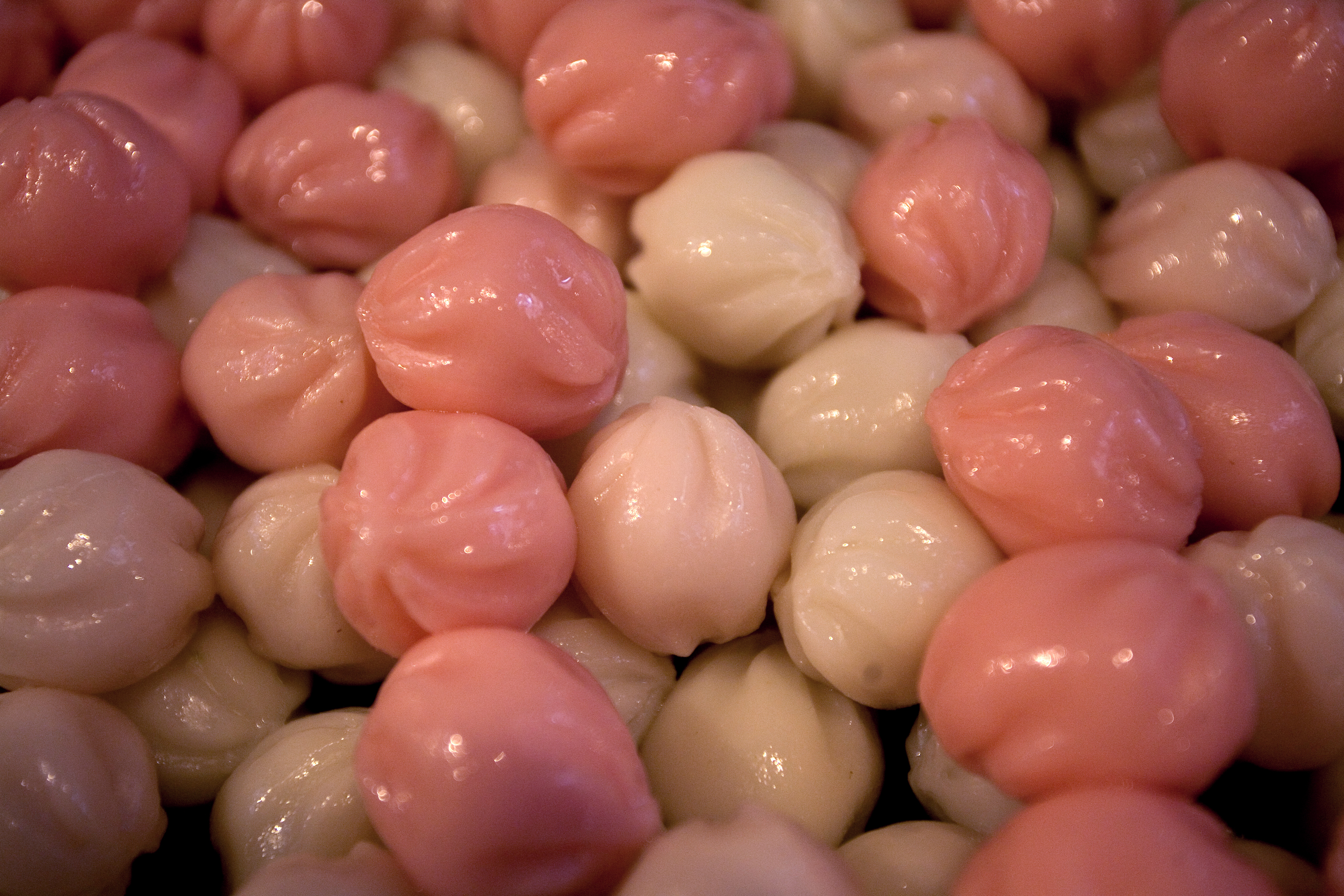
Kkul ttok (꿀떡).

- Kkul ttok (꿀떡), literalmente ‘miel’, si bien se rellena con sirope coreano. Es parecido al songpyon en forma, pero tiene un tamaño menor;
- Songpyon, consumido durante la fiesta del Chusok;
- Kochittok (고치떡);
- Ssamttok (쌈떡), tteok usado para ssam (쌈, comida envuelta en una hoja);
- Talgal ttok (닭알떡),[6] llamado así por el talgal (달걀 o 계란, ‘huevo’);
- Kyeongdan, bolas de arroz rellenas habitualmente de pasta de judía roja (patsu) o sésamo, que suelen mojarse o cubrirse con sésamo negro u otros polvos;
- Pupyon, masa de harina de arroz glutinoso con relleno dulce cubierta de komul, una especia de judías en polvo.[7]

### Ttok frito

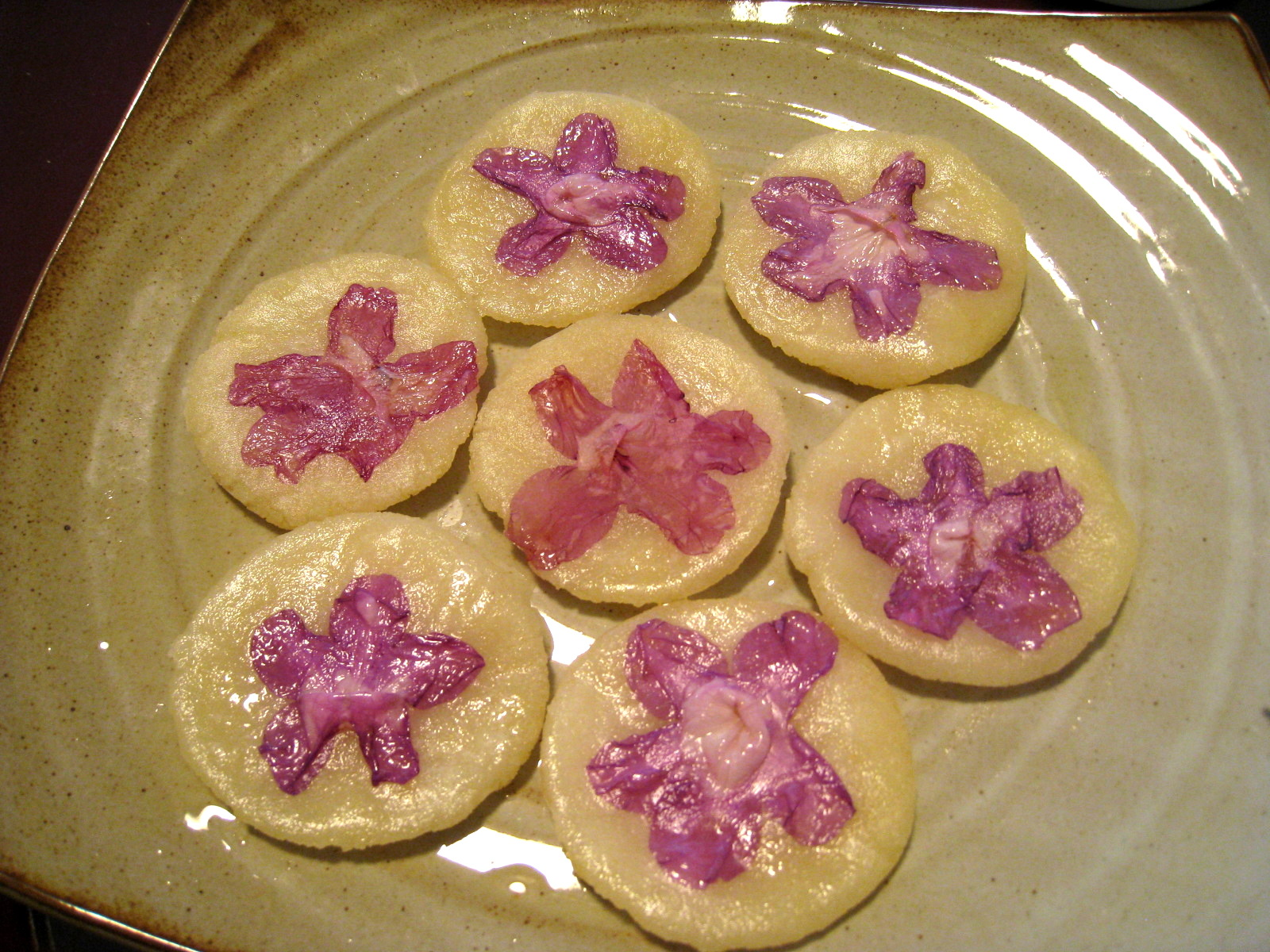
Chindallae hwachon.

- Hwachon, pequeños chon (panqueques coreanos) hechos de harina de arroz glutinoso con pétalos de azalea, crisantemo o rosa;
- Pukkumi (부꾸미), ttok dulce frito con varios rellenos dulces y forma de media luna;[8]
- Chuak (주악), hecho de harina de arroz glutinoso y relleno con champiñón, azofaifo y castaña, se fríe, colorea con colorantes naturales y se cubren con azúcar o miel.[9]

### Otras variedades
- Ssuk ttok (쑥떡);
- Kaksaek pyon (각색편).[10]

## Platos hechos con ttok
- Ttok kuk;
- Tteokbokki;
- Ttok sudan.[11]